# Гадсон (Массачусетс)
Гадсон (англ. Hudson) — місто (англ. town) в США, в окрузі Міддлсекс штату Массачусетс. Населення — 20 092 особи (2020).

## Демографія
Згідно з переписом 2010 року, у місті мешкали 19 063 особи в 7528 домогосподарствах у складі 5131 родини. Було 7998 помешкань
Расовий склад населення:
| - 91,7 % — білих - 2,3 % — азіатів - 1,5 % — чорних або афроамериканців - 0,1 % — корінних американців - 2,3 % — осіб інших рас |

До двох чи більше рас належало 2,1 %. Частка іспаномовних становила 4,3 % від усіх жителів.
За віковим діапазоном населення розподілялося таким чином: 22,8 % — особи молодші 18 років, 62,9 % — особи у віці 18—64 років, 14,3 % — особи у віці 65 років та старші. Медіана віку мешканця становила 41,0 року. На 100 осіб жіночої статі у місті припадало 97,3 чоловіків;  на 100 жінок у віці від 18 років та старших — 94,4 чоловіків також старших 18 років.
Середній дохід на одне домашнє господарство  становив 100 058 доларів США (медіана — 83 765), а середній дохід на одну сім'ю — 116 547 доларів (медіана — 101 788). Медіана доходів становила 64 447 доларів для чоловіків та 52 841 долар для жінок. За межею бідності перебувало 5,9 % осіб, у тому числі 7,7 % дітей у віці до 18 років та 5,5 % осіб у віці 65 років та старших.
Цивільне працевлаштоване населення становило 10 887 осіб. Основні галузі зайнятості: освіта, охорона здоров'я та соціальна допомога — 24,1 %, науковці, спеціалісти, менеджери — 16,5 %, виробництво — 14,5 %, роздрібна торгівля — 13,3 %.

## Відомі особистості
В поселенні народився:
- Пол Челлуччі (1948—2013) — американський політик.